# Liestal
Liestal (toponimo tedesco) è un comune svizzero di 14 390 abitanti del Canton Basilea Campagna, nel distretto di Liestal; ha lo status di città ed è la capitale del cantone e il capoluogo del distretto.

## Geografia fisica
Situata a 6 km a sud di Augst e 17 km a sud-est di Basilea, si è sviluppata sugli ultimi contrafforti del Massiccio del Giura.

## Storia
L'area occupata dall'attuale città era abitata già in epoca romana: Lielstal fu citata per la prima volta nel 1225.

## Monumenti e luoghi d'interesse

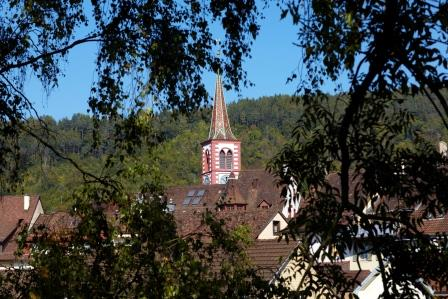
La chiesa riformata

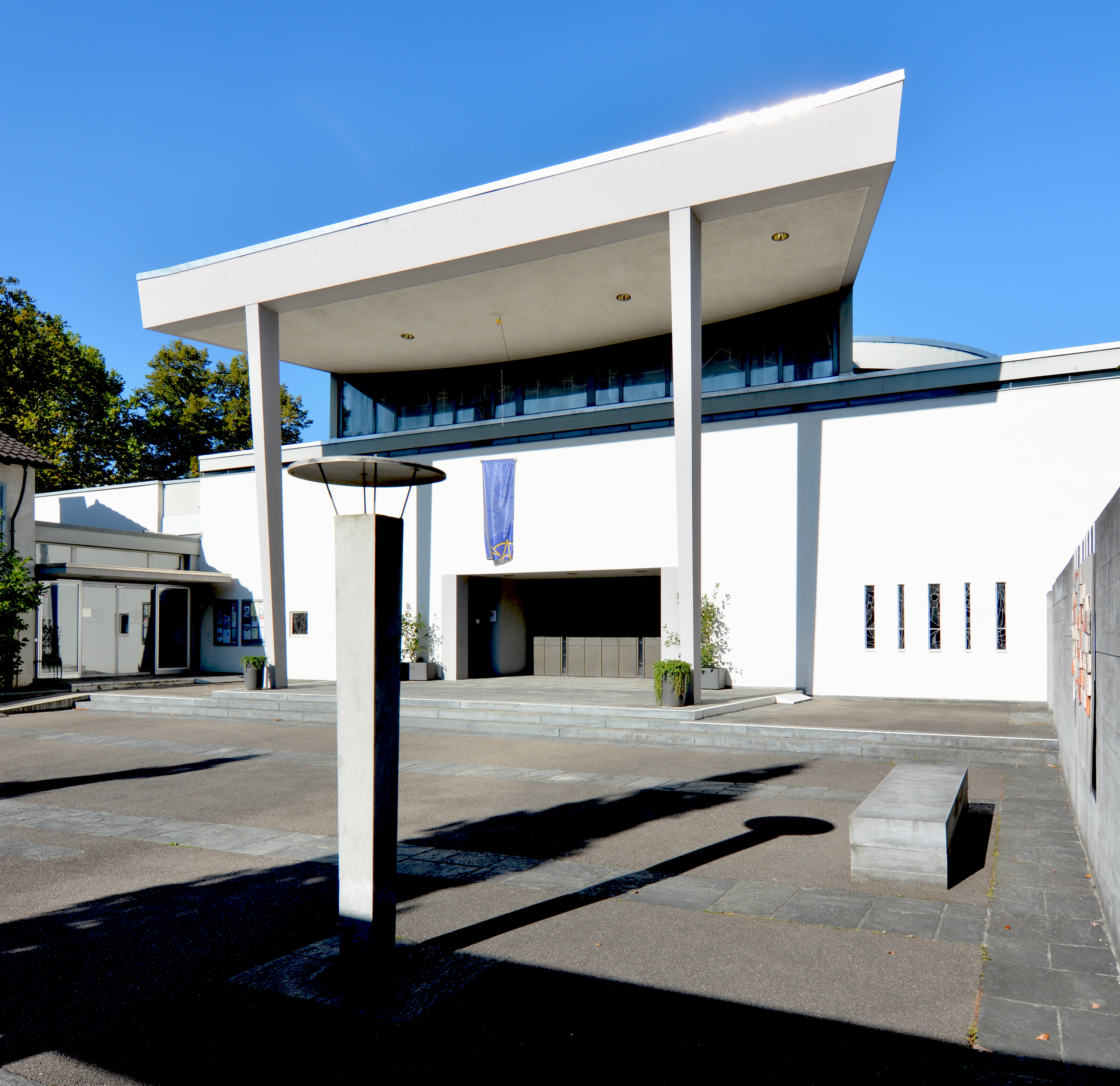
La chiesa cattolica di San Nicolao della Flüe

- Chiesa riformata (già di San Martino), attestata dal XIII secolo[1];
- Chiesa cattolica di San Nicolao della Flüe, eretta nel 1866 e ricostruita nel 1961 da Fritz Metzger[1];
- Villa romana di Munzach[1];
- Rovine di Burghalden risalenti a un periodo tra il 900 e il 1100 d.C.

## Società

### Evoluzione demografica
L'evoluzione demografica è riportata nella seguente tabella:
Abitanti censiti

## Infrastrutture e trasporti

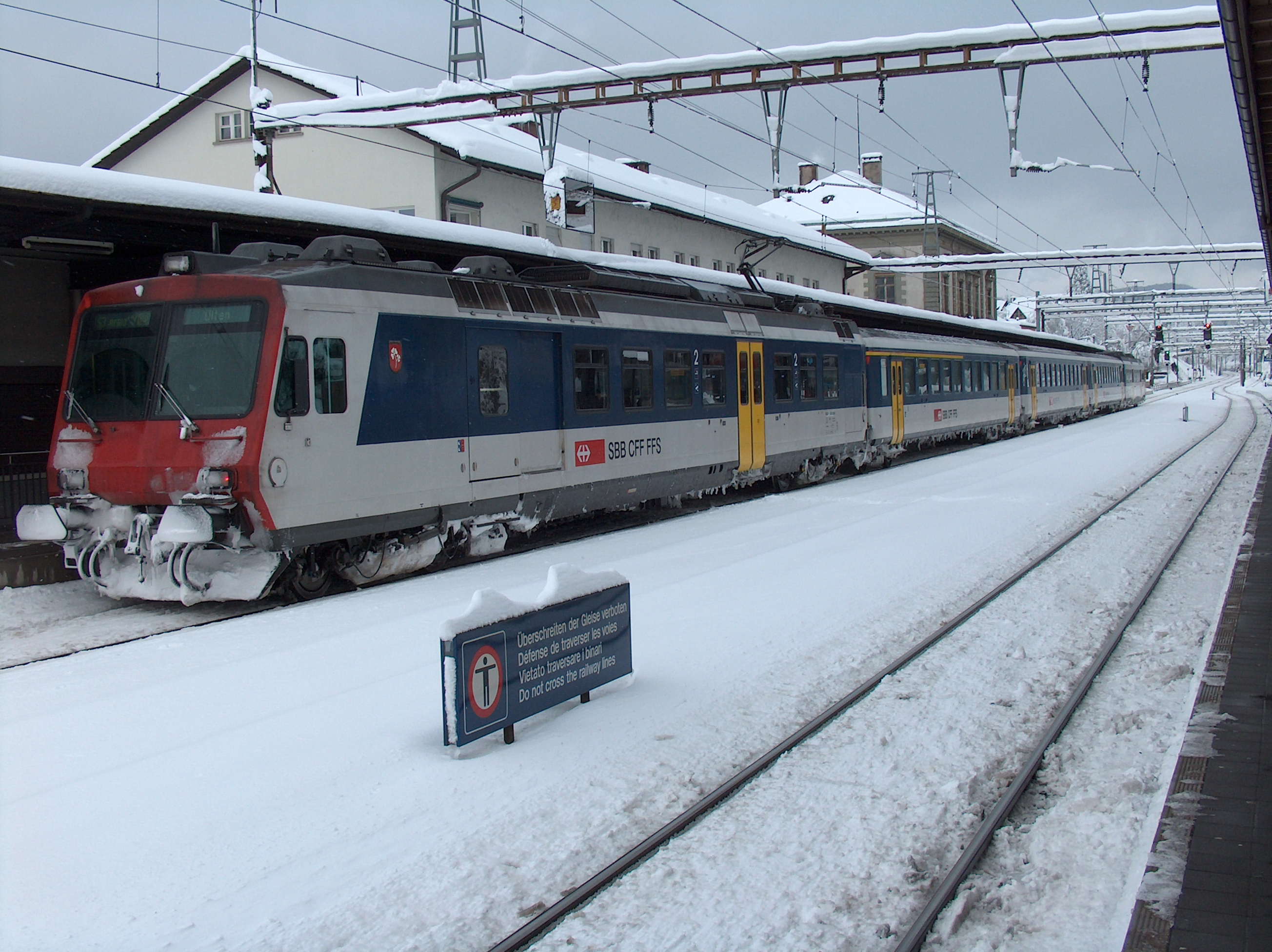
La stazione di Liestal

Liestal è servita dall'omonima stazione sulle ferrovie Basilea-Olten e Waldenburgerbahn.

## Amministrazione
Ogni famiglia originaria del luogo fa parte del cosiddetto comune patriziale e ha la responsabilità della manutenzione di ogni bene ricadente all'interno dei confini del comune.